# Euphorbia pseudotrinervis
Euphorbia pseudotrinervis är en törelväxtart som beskrevs av Peter Vincent Bruyns. Euphorbia pseudotrinervis ingår i släktet törlar, och familjen törelväxter.
Artens utbredningsområde är Kenya. Inga underarter finns listade i Catalogue of Life.